# Cessna 188

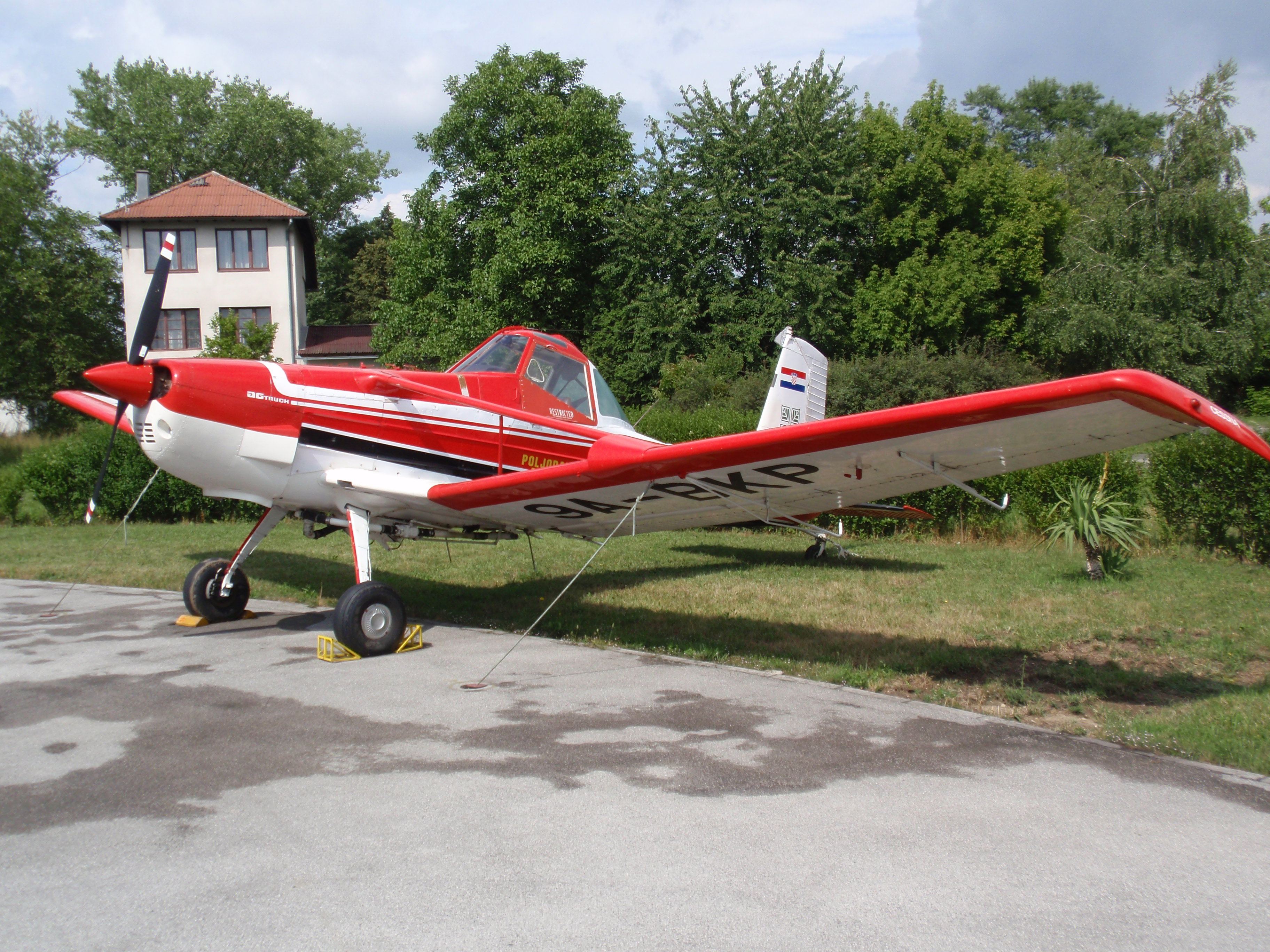
Cessna 188

Cessna 188 är en serie av flygplan från Cessna tillägnade jordbruksändamål som till exempel flygbesprutning. Maskinen är enmotorig, lågvingat och har plats för en pilot, den producerades mellan 1966 och 1983. Det tillverkades i sammanlagt 3 976 exemplar.

## Varianter
- Cessna 188-230 AGpickup
- Cessna 188 Ag-Wagon|Cessna A188-300 AGwagon
- Cessna A188B-300 AGtruck
- Cessna T188C AGhusky